# De Zuukermolen
De Zuukermolen is een watermolen die gebruikmaakt van het water van de Klaarbeek en gelegen is in de buurtschap Zuuk bij Epe. De watermolen heeft in het verleden twee waterraderen gehad, waarbij de tweede de Zuukerkorenmolen werd genoemd. Verderop aan de beek ligt De Kopermolen.

## Geschiedenis
Door de geschiedenis heen heeft de molen op de noordelijke oever verschillende functies gehad, waaronder een duitenknipperij: een inrichting voor het knippen van muntplaatjes uit koperen platen die op de bovengelegen Kopermolen geplet werden. In 1854 werd de productie stopgezet, waarna de watermolen gebruikt werd als papiermolen, als fabriek voor sigarenkistjes, als melkfabriek en als wasserij.
In 1945 kregen de noordelijke molengebouwen weer de bestemming voor metaalbewerking en legde J.F.H. de Lange hiermee de grondslag voor de huidige Veluwse Machine Industrie (VMI) aan de Gelriaweg.
In 1950 werden de restanten van de twee waterraderen (ook die van de Zuukerkorenmolen) die hier geweest waren opgeruimd, waardoor het water van de beek ongehinderd over het resterende molenhoofd kon stromen.
In 1990 bestond het bedrijf (VMI) 45 jaar en dat was aanleiding voor de directie om in samenwerking met de Stichting Behoud weer een waterrad te plaatsen. Deze werd aangebracht aan de voormalige korenmolen. Door de 95-jarige laatste molenaar van de Zuukerkorenmolen werd op 8 september 1990 het nieuwe waterrad weer in gebruik gesteld.